# Napomyza grandella
Napomyza grandella är en tvåvingeart som beskrevs av Spencer 1986. Napomyza grandella ingår i släktet Napomyza och familjen minerarflugor. Inga underarter finns listade i Catalogue of Life.